# Xã Medo, Quận Blue Earth, Minnesota
Xã Medo (tiếng Anh: Medo Township) là một xã thuộc quận Blue Earth, tiểu bang Minnesota, Hoa Kỳ. Năm 2010, dân số của xã này là 364 người.